# Nassau-klass
Nassau-klassen var en klass av dreadnought-slagskepp i tyska Kejserliga marinen. Klassen bestod av fyra fartyg; SMS Nassau, SMS Rheinland, SMS Posen och SMS Westfalen. Huvudbestyckningen utgjordes av tolv 28 cm kanoner i sex dubbeltorn, och den sekundära bestyckningen av tolv 15 cm kanoner i kasematter. Fyra tyska varv åtog sig att bygga fartygen: Kaiserliche Werft i Wilhelmshaven, AG Vulcan i Stettin, Germaniawerft i Kiel och AG Weser i Bremen. Nassau sjösattes den 7 mars 1908, följd av Westfalen den 1 juli, Rheinland den 26 september och Posen den 12 december. Efter fullgjorda utrustningsarbeten levererades fartygen till marinen mellan 1909 och 1910.
Under Första världskriget bildade Nassau-skeppen II. divisionen i högsjöflottans I. stridseskader, och deltog i flera sjöoperationer, däribland beskjutningen av mål på den brittiska kanalkusten 1914 och Skagerrakslaget 1916. De sattes också in mot den ryska flottan på Östersjön. I slaget vid Rigabukten 80-20 augusti 1915 utkämpade Nassau och Posen en oavgjord artilleriduell mot det ryska slagskeppet Slava. I februari 1918 skickades Rheinland och Westfalen till Finland för att stödja den vita sidan i Finska inbördeskriget. På återresan till Tyskland råkade Rheinland ut för en grundstötning utanför Mariehamn och skadades allvarligt. Efter krigsslutet samma år överläts alla fyra Nassau-skeppen som krigsskadestånd till Ententmakterna. Fartygen skrotades därefter i Nederländerna 1920–24.